# Călărași
Călărași je město v rumunském Valašsku, asi 125 km jižně od metropole Bukurešti a má 75 000 obyvatel.

## Charakter města
Leží na jednom z ramen Dunaje a je důležitým vnitrozemským přístavem země. Zároveň je také centrem stejnojmenné župy. Je zde soustředěný papírenský a textilní průmysl, zpracovávají se také různé chemikálie. 12 km jižně od města se nachází hranice s Bulharskem.

## Partnerská města
- Cheng-jang, Čína
- Levy, Kanada
- Neapol, Itálie
- Rivery, Francie
- Royal Palm Beach, Florida, Spojené státy americké
- Silistra, Bulharsko
- Zaječar, Srbsko